# Jigme Namgyel Wangchuck
Jigme Namgyel Wangchuck
Wangchuck (Dzongkha: འཇིགས་མེད་རྣམ་རྒྱལ་དབང་ཕྱུག་), född 5 februari 2016 i Lingkanapalatset i Thimphu, är Bhutans kronprins.
Han är son till kung Jigme Khesar Namgyel Wangchuck och drottning Jetsun Pema och är kungaparets äldsta barn. Hans namn offentliggjordes den 16 april 2016.
Med anledning av kronprinsens födsel planterades 108 000 träd av tusentals frivilliga Bhutan och när han fyllde ett år fick han en slända, Megalestes gyalsey uppkallad efter sig.
Den 4 juni 2022 utförde kronprinsen sitt första officiella uppdrag då han deltog i invigningen av ett FabLab i Thimphu TechPark. Laboratoriet, som är utrustat med digitala och analoga verktyg, har fått namnet Jigme Namgyel Wangchuck Super FabLab (SFL).